# Twentse Profs in het seizoen 1954/55
Het seizoen 1954/1955 was het eerste en enige jaar in het bestaan van de Enschedese betaaldvoetbalclub Twentse Profs. De club kwam uit in de NBVB-competitie en eindigde daarin op de 10e plaats. De competitie werd echter niet afgemaakt na de fusie tussen de KNVB en NBVB. De club ging niet akkoord met het fusievoorstel van de voetbalbond en speelde niet in het restant van het seizoen 1954/55. Na het seizoen kwam er een fusie met de toenmalige amateurclub Tubantia, welke in het nieuwe seizoen uitkwam in de Eerste klasse.

## Wedstrijdstatistieken

### NBVB(afgebroken)
|       | Amsterdam | Alkmaar '54 | Den Haag | Fortuna '54 | De Graafschap | Rapid '54 | Rotterdam | Utrecht | Venlo '54 |
| ----- | --------- | ----------- | -------- | ----------- | ------------- | --------- | --------- | ------- | --------- |
| Thuis | –         | –           | –        | 0 – 2       | 2 – 2         | –         | 1 – 3     | –       | 1 – 1     |
| Uit   | 1 – 2     | 4 – 3       | 2 – 1    | –           | 3 – 2         | 4 – 1     | –         | 3 – 1   | –         |

## Statistieken Twentse Profs 1954/1955

### Eindstand Twentse Profs in de Nederlandse NBVB 1954 / 1955 (afgebroken)
| Stand | Gespeeld | Gewonnen | Gelijk | Verloren | Punten | Doelpunten voor | Doelpunten tegen |
| ----- | -------- | -------- | ------ | -------- | ------ | --------------- | ---------------- |
| 10e   | 10       | 1        | 2      | 7        | 12     | 14              | 25               |

### Topscorers
| Competitie \| # \| Naam \| \| \| ------ \| ------------ \| -- \| \| 1. \| Cor Brom \| 7 \| \| 2. \| Theo Albers \| 2 \| \| 2. \| Jan Kamphuis \| 2 \| \| 4. \| Arnold Bosch \| 1 \| \| 4. \| Dani \| 1 \| \| 4. \| Hofer \| 1 \| \| Totaal \| Totaal \| 14 \| |              |      |
| # | Naam         | Goal |
| 1. | Cor Brom     | 7    |
| 2. | Theo Albers  | 2    |
| 2. | Jan Kamphuis | 2    |
| 4. | Arnold Bosch | 1    |
| 4. | Dani         | 1    |
| 4. | Hofer        | 1    |
| Totaal | Totaal       | 14   |

## Voetnoten
Alkmaar '54 · Amsterdam · Den Haag · Fortuna '54 · De Graafschap · Rapid '54 · Rotterdam · Twentse Profs · Utrecht · Venlo '54